# 德裔納米比亞人
德裔納米比亞人，是指生活在納米比亞的德意志人和他們的後裔。
在1883年，德國貿易商阿道夫·呂德里茨從當地的酋長買下了將成為納米比亞的南部海岸，建立了吕德里茨市。 德國政府渴望獲得海外財富，不久後將其命名為德屬西南非洲（德文：Deutsch-Südwestafrika）。少數德國人隨後移民到那裡，他們多是士兵（德國人：Schutztruppe），貿易商，鑽石礦工或殖民地官員。1915年，在第一次世界大戰期間，德國失去了德屬西南非洲;。戰後，前殖民地成為南非的託管地。 德國定居者被允許留下，直到1990年獨立為止，德語仍然是當地的官方語言。

## 語言
今天，英語是納亞比亞的官方語言。但納米比亞仍有30000個德意志人和15000個黑人說納米比亞黑德語。然而，德裔納米比亞人人數不確定，他們更喜歡把自己當作德裔納米比亞人,不是阿非利卡人.
德裔納米比亞人在納米比亞境內以德國中學，教會和廣播，保留了完整的德國文化，來自德國的電視，音樂和書籍在社區中廣受歡迎。德裔納米比亞人青年常常在德國上大學或技術學校。儘管事實上在大部分地區和首都溫得和克，更廣泛的通用語言是南非語，而英語現在常常是許多其他領域的唯一語言，例如政府或公共標誌和產品包裝。與南非不同，德裔納米比亞人還沒有被吸收到更大的南非荷蘭語和英語社區。然而，幾乎所有的德裔納米比亞人都說流利的南非語，或者熟悉和說流利的英語。

## 德意志人定居歷史
前往納米比亞的第一批德國人是傳教士，最初是通過倫敦傳教會，後來是萊茵傳教會。兩個機構在十八世紀末密切合作，因為萊茵傳教會在南部非洲尚未建立任何設施。 從1805年起Albrecht兄弟，其次是其他一些傳教士，定居在西南非洲。他們從事文化工作，也為以後的殖民化打下了基礎。
後來的商人在1883年到達和登陸吕德里茨灣後，德國官員，定居者，工人和士兵的數量不斷增加 西南非洲在1884年正式宣布成為德國殖民地後，得到英國的承認。在當地發現鑽石礦後，越來越多來自德國的移民。
在第一次世界大戰結束後，德國在凡爾賽條約失去對其殖民地的所有主權。西南非洲的治理由國際聯盟轉移到南非。在隨後的德屬西南非洲的“南非化”期間，15000名德國居民中的大約一半被驅逐出境，其農場被移交給南非人。1923年10月23日的“倫敦協定”後，所謂的“去德國化”政策才發生變化，剩下的德意志人被賦予英國公民身份。也鼓勵了德國移民以及德語的傳播。所有3200名德國人，也有機會重獲公民資格。
第二次世界大戰開始後，南非雖然沒有參與戰爭，但以絕對多數為由加入盟國。在1939年，那些在當地被捕的德裔人在1940年被轉移到南非被拘留在營地，直至1946年。從1942年起，他們在1923年給予的英國公民身份被撤銷。
南非的種族隔離政策受到越來越多的批評，導致包括西南非洲地區的黑人抵抗運動的成立和加強。與此同時，南非政府與德裔人民之間的關係正在回暖，導致從德國來的移民人數增加更多。目前的德裔納米比亞人大多數是農民，官員，工匠和所謂的舒茨特魯普（保護部隊）的親戚的後裔，也是世界大戰之後的移民後裔。自1980年以來，旅遊業的增長導致德國人度假和退休房屋的所有權增加。

## 社區
大多數德裔納米比亞人住在首都溫德和克（德國語：Windhuk），以及諸如斯瓦科普蒙德，吕德里茨和奧奇瓦龍戈等小城鎮，德國建築也是高度可見的。 許多德裔納米比亞人從事商業，農業和旅遊業或政府官員。例如，獨立後第一屆溫得和克市長是德裔納米比亞人。
德國在納米比亞殖民地的遺產也可以在路德教會看到，這是該國宗教面積最大的路德教會。納米比亞的許多地名都是德國的名字。首都溫得和克的主要道路在獨立前稱凱撒大街（“皇帝街”）。

## 衰退
德裔人在納米比亞人口的百分比最近有所下降，引發了德裔納米比亞人總人數正在減少的猜測。但德裔納米比亞人人口百分比的下降主要是由於出生率低，其他納米比亞族的出生率較高，家庭規模較大。與其他南部非洲白人群體不同，德裔納米比亞人傾向於移民到南非，移民到歐洲，澳大利亞或北美並不常見。
根據2001年人口普查，只有1.1％的納米比亞家庭使用德語作為母語（3,654戶），遠低於南非荷蘭語（39,481或11.4％）或英語（6,522或1.9％），根據2011年人口普查，所有納米比亞家庭中，只有0.9％的家庭使用德語作為家庭語言（4,359戶），而使用南非荷蘭語（48,238人）為10.4％，英語為15,912人為3.4％。